# Кеслер, Райан
Ра́йан Джеймс Ке́слер (англ. Ryan James Kesler; 31 августа 1984, Ливония, Мичиган, США) — профессиональный американский хоккеист, центральный нападающий клуба НХЛ «Анахайм Дакс». Серебряный призёр Олимпийских игр 2010 года в составе сборной США.
Будучи выбранным «Ванкувером» на драфте НХЛ 2003 года в первом раунде под общим 23-м номером, Кеслер провёл 10 сезонов в этой команде, дойдя с ней до 7-го матча финала Кубка Стэнли. Райан является одним из лучших двусторонних нападающих в НХЛ: за сезон 2010/2011 лигой ему был присужден почётный индивидуальный трофей «Фрэнк Дж. Селки Трофи» — лучшему форварду оборонительного плана. В предыдущие два года он был одним из трёх номинантов на этот приз, но не смог занять первое место в голосовании. Также попал в тройку претендентов в сезонах 2015/16 и 2016/17, уже в составе «Анахайм Дакс».
Из-за травмы не выходил на лёд с 6 марта 2019 года.

## Статистика
| Легенда | Легенда                    | Легенда | Легенда                   | Легенда | Легенда    |
| ------- | -------------------------- | ------- | ------------------------- | ------- | ---------- |
| И       | Количество проведённых игр | Штр     | Штрафное время            | +/−     | Плюс-минус |
| Г       | Голы                       | П       | Голевые передачи          | О       | Очки       |
| -       | Статистика неизвестна      | —       | Статистика не учитывалась |         |            |